# 麻斑鸭
麻斑鴨（學名：Anas melleri）是一種鑽水鴨，是馬達加斯加東部的特有種，十八世紀中葉起亦在模里西斯建立族群，但可能已因棲地破壞與當地其他種鴨的競爭而消失。麻斑鴨的種小名為紀念植物學家查爾斯·詹姆士·梅勒（Charles James Meller）。

## 外形

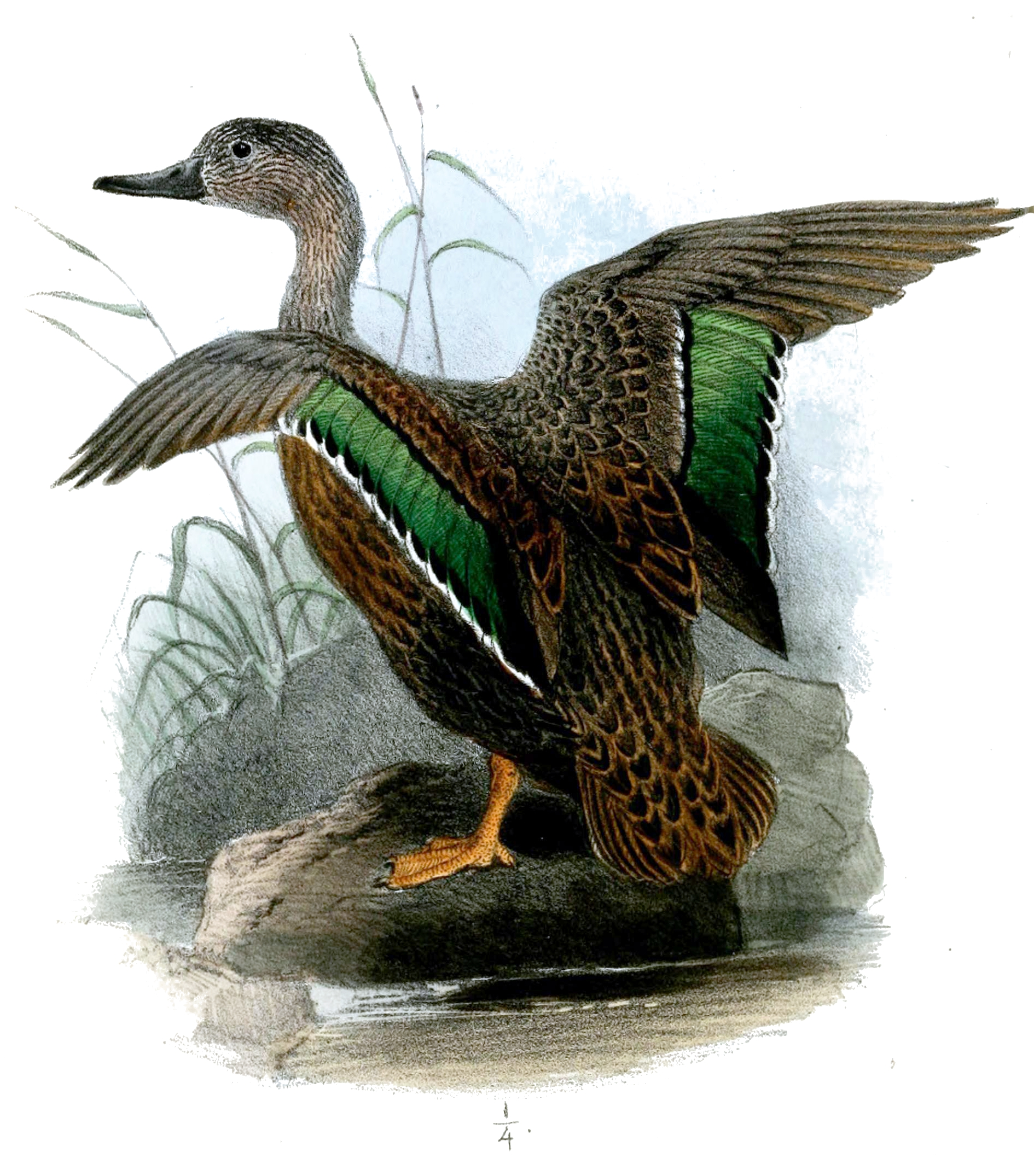
麻斑鴨，約瑟·沃爾夫於1864年繪製

麻斑鴨的外形與綠頭鴨雌鴨相似，體長55-65公分，較雌綠頭鴨稍大，大小在鴨屬中名列前茅。多數綠頭鴨類（Mallard Group）的物種頭部均具有從喙延伸至頭頂的眉紋，但麻斑鴨不具此特徵。其翼鏡呈綠色，且與綠頭鴨的翼鏡一樣有白色邊緣。身體為深棕色，喙比其他鴨的稍大，呈藍灰色，但基部有較深的斑塊。其腿部與腳則為橘色。

## 行為
麻斑鴨棲息在內陸的溼地中，偏好流動緩慢的水體甚於急流，也曾在稻田中被發現，以植物與軟體動物等小型無脊椎動物為食。這種鴨在馬達加斯加全年除五月與六月外均可繁殖，具體繁殖季受當地環境影響，模里西斯的族群則曾被記錄到在十月與十一月繁殖。麻斑鴨與非洲黑鴨在繁殖季均有強烈的領域性與攻擊性，這點與其他綠頭鴨類的物種不同。一巢可產5-10顆蛋，蛋為白色，26-28天後孵出小鴨，再經過11週後小鴨長出飛羽。

## 分類
因外型與綠頭鴨的雌鴨相似，麻斑鴨過去被認為與綠頭鴨關係密切，且在人為干預之下兩物種可以雜交，還有人主張麻斑鴨跟綠頭鴨屬於同種，只是綠頭鴨的一個表型。
現代動物行為學與分子生物學的研究將麻斑鴨歸為綠頭鴨類中一個相當獨特、較早分支的物種，與非洲黃嘴鴨和非洲黑鴨同為綠頭鴨類的基群。2009年一項分子系統發生學研究以粒線體DNA序列分析鴨科各物種的親緣關係，認為非洲黑鴨是綠頭鴨類中最早分支的物種、非洲黃嘴鴨次之，麻斑鴨則是第三個分支的物種，皆是綠頭鴨類演化上較早分支的類群。

## 保育
麻斑鴨被IUCN歸為瀕危物種，其主要棲地之一的阿勞特拉湖濕地自二十世紀中葉起受到嚴重的破壞，使當地水鳥的數量大幅下降。因長期被視為綠頭鴨的一種表型，而非獨立物種，麻斑鴨的保育工作過去並不受到重視，且因其羽色單調、分佈範圍又相當侷限，較不受賞鳥人士關注。人為飼養下麻斑鴨很容易繁殖，歐洲瀕危物種計劃亦有繁殖麻斑鴨的項目，麻斑鴨可見於科隆動物園、愛丁堡動物園、澤西島動物園與蘇黎世動物園等歐洲的動物園。

## 外部連結
- BirdLife Species Factsheet
- Photo at mangoverde.com （页面存档备份，存于）